# Roman Brandstaetter
Roman Brandstaetter (n. 3 ianuarie 1906, Tarnów, Austro-Ungaria – d. 28 septembrie 1987, Poznań, Polonia) a fost un scriitor, poet, dramaturg, jurnalist și traducător polonez de origine evreiască.

### Viața timpurie: 1906 –1940
Brandstaetter s-a născut în Tarnów, într-o familie de evrei religioși. El a fost nepotul rabinului și al scriitorului Mordechai David Brandstaedter. Roman Brandstaetter a absolvit Universitatea Jagiellonă din Cracovia, cu o diplomă în filozofie și în limba poloneză, apoi a predat într-un liceu evreiesc din Varșovia.
Din 1927, acesta a publicat poezii și eseuri critice în publicațiile Chwila (Secunda) și Nowy Dziennik (Jurnalul Nou). În 1928, i-a apărut primul său volum de poezii, denumit Jarzma (Juguri). El a scris numai în limba poloneză și a participat activ la discuții literare și a fost, de asemenea, interesat de istorie. Un accent deosebit pentru el a fost problema asimilării, care în contextul polonez a căpătat dimensiuni și semnificații suplimentare. În lucrarea sa Tragedie Juliana Klaczki („Tragedia lui Julian Klaczko”) (1933), de exemplu, a descris soarta evreilor asimilați din Polonia în timpul împărțirilor. Studiul său intitulat Legion żydowski Adama Mickiewicza („Legiunea evreiască a lui Adam Mickiewicz”) (1932) a stârnit o uriașă controversă; în studiu, Brandstaetter a descris inițiativa marelui poet romantic polonez ca fiind precursorul programului sionist și, ca urmare, a fost criticat de Tadeusz Boy-Żeleński, printre alții.
În 1933-1935, Brandstaetter a fost directorul secțiunii literare a unei publicații sioniste în limba poloneză numită „Opinia”, în care și-a publicat articolul programatic „Sprawa poezji polsko-żydowskiej” („Problema poeziei polono-evreiești”). (1933). Acest text rămâne una dintre cele mai importante analize pe această temă. Acesta a lansat o discuție despre poeții evrei polonezi care scriau în poloneză care, potrivit lui Brandstaetter, „au respirat [...] spiritul național evreiesc în limba poloneză a poeziei”. 
Brandstaetter a publicat următoarele volume de poezie: Droga pod górę („Drumul în sus”) (1931), Węzły i miecze („Noduri și săbii”) (1932), Królestwo trzeciej świątyni („Regatul celui de-al treilea templu”) (1933) și Jerozolima światła i mroku („Ierusalimul luminii și al întunericului”) (1935). În perioada interbelică [1918-1939], acestea au devenit un pretext pentru atacuri vicioase antisemite la adresa autorului lor. Reacția poetului a fost un eseu genial intitulat Zmowa eunuchów („Conspirația eunucilor”) (1936).

### Mutare în Palestina: 1940–1946
După începutul celui de-al Doilea Război Mondial, Brandstaetter se afla la Vilnius. În 1940, a părăsit acel oraș, iar prin Moscova, Baku și Iran a plecat în Orientul Mijlociu; în Palestina, unde a lucrat pentru Agenția Telegrafică a Poloniei. Aceasta a fost o perioadă neobișnuită pentru el în multe privințe: deși a decis să se convertească la creștinism în acel moment, trebuie subliniat că nu a abandonat niciodată tradițiile evreiești, lucru pe care el însuși l-a subliniat adesea.

### În exil: 1946–1948
În 1946, Brandstaetter a părăsit Palestina pentru a se muta la Roma, unde a servit ca atașat cultural la ambasada Poloniei și a fost botezat. În timpul șederii sale la Roma, Roman Brandstaette s-a căsătorit cu Regina Wiktor. Trebuie subliniat că nu și-a abandonat niciodată rădăcinile sau mediul evreiesc, lucru despre care a vorbit des și de care era foarte mândru.

### Întoarcere în Polonia: 1948-1987
În 1948 s-a întors în Polonia, unde s-a stabilit la Poznań. După război, a scris, printre altele, următoarele lucrări: o antologie de poezie intitulată Słowo nad słowami („Cuvânt peste cuvinte”) (1964); Cztery poematy biblijne („Patru poezii biblice”) (1972); și un roman în patru părți intitulat Jezus z Nazaretu ("Iisus din Nazaret") (1967–73). După cum sugerează titlurile în sine, aceste lucrări abordează teme biblice, interpretate în contextul experienței unui individ, care unesc două tradiții diferite. Un exemplu excelent în acest sens este și romanul său biografic, Krąg biblijny („Grup de studiu al Bibliei”) (1975). De asemenea, se bazează pe tradiția pildelor hasidice, care reiese din lucrarea sa Inne kwiatki świętego Franciszka z Asyżu („Alte flori mici ale Sfântului Francisc de Assisi”) (1976).
Brandstaetter a mai scris piese istorice, precum Powrót syna marnotrawnego („Întoarcerea fiului risipitor”) (1944) – o piesă de teatru bazată pe biografia lui Rembrandt; Noce narodowe („Nopțile națiunii”) (1946–48), Znaki wolności („Semne ale libertății”) (1953), Marchołt (1954) și Teatr świętego Franciszka („Teatrul Sf. Francisc”) (înainte de 1958). Povestea sa „Ja jestem Żyd z 'Wesela'” („Eu sunt evreul din Nunta”) (1972; 1981) a atras multă atenție. Lucrarea a fost un dialog literar despre textul uneia dintre cele mai mari piese poloneze de Stanisław Wyspiański, Wesele („Nunta”). Povestirea lui Brandstaetter a fost adaptată pentru radio, teatru și televiziune. Roman Brandstaetter a tradus și lucrări din limba ebraică, inclusiv Psaltirea (1968), din germană, engleză (operele lui Shakespeare), franceză, olandeză și cehă.
De asemenea, a scris mult pentru presa catolică poloneză, inclusiv pentru revista săptămânală catolică, Tygodnik Powszechny, consolidându-și reputația de unul dintre cei mai importanți scriitori religioși ai Poloniei.

### Deces
Brandstaetter a decedat la Poznań la 28 septembrie 1987, în urma unui atac de cord. A fost înmormântat alături de soția sa, Regina, născută Brochwicz-Wiktor (care a murit cu un an mai devreme), în cimitirul Milostowo din Poznań.

## Moștenire

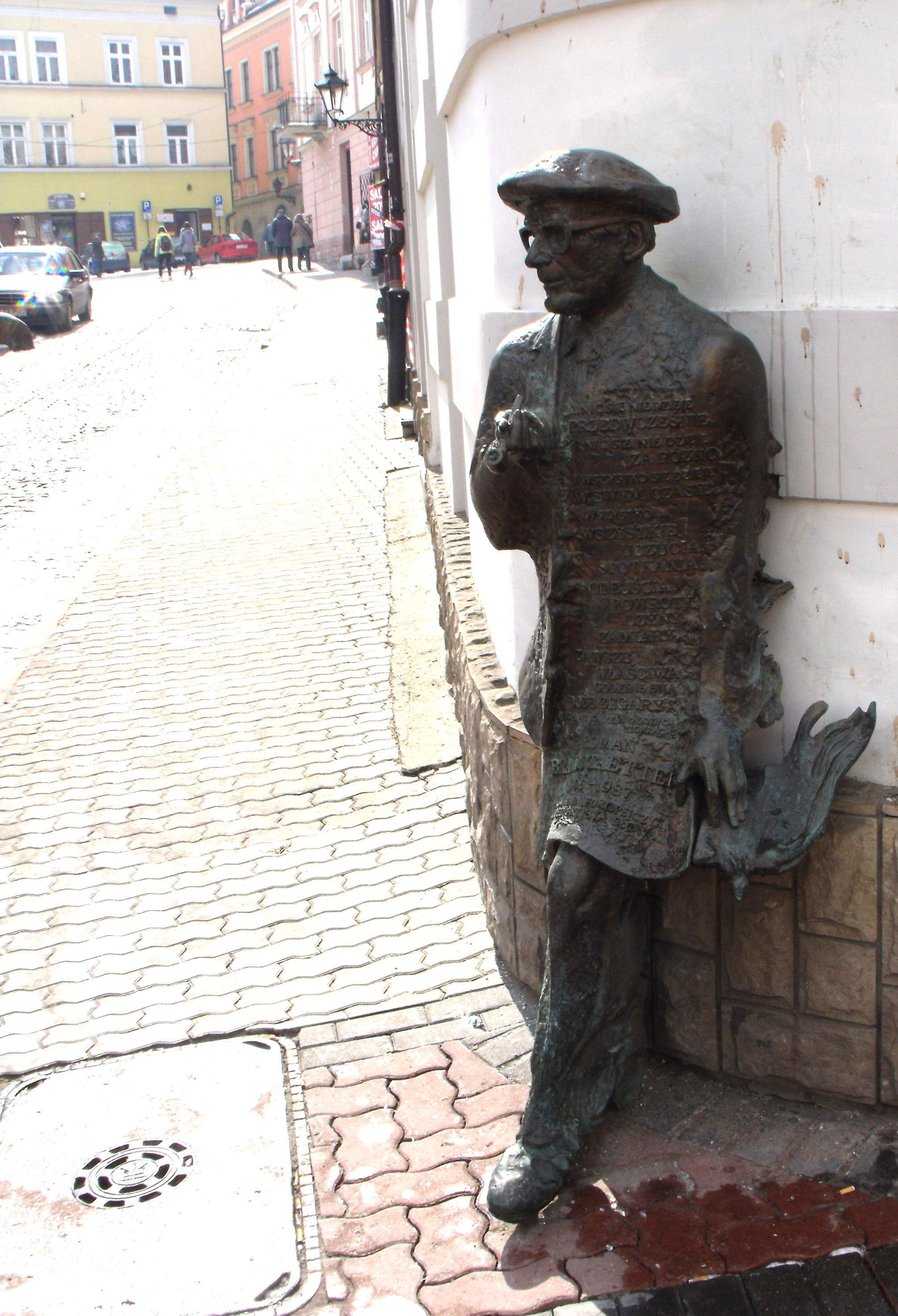
Monument în Tarnów

Biografia lui Brandstaetter reflectă experiențele dramatice și alegerile ideologice radicale cu care s-a confruntat intelectualitatea evreiască din secolul al XX-lea. Viața sa a fost modelată de sionism și, mai târziu, de catolicism, în timp ce opera sa literară a sintetizat tradițiile evreiești, poloneze, creștine, grecești și romane. Programul său pentru literatura evreiască poloneză îi chema pe scriitori să servească cauza sionismului, în timp ce poezia sa interbelică s-a bazat pe poetica clasică pentru a aborda teme evreiești universale și naționale, în special cele biblice.
Încrucișarea dintre iudaism și creștinism este esențială pentru lucrările postbelice ale lui Brandstaetter, inclusiv cel mai cunoscut roman al său, Jezus z Nazarethu — o epopee despre Hristos scrisă în stil biblic, cu abordare exegetică. Figura lui Hristos, prezentată pe fundalul Palestinei din secolul I, este prezentată în context istoric, în timp ce Evangheliile sunt interpretate continuând tradiția Vechiului Testament. Limbajul romanului este înrădăcinat în imagini biblice, simboluri și pilde și folosește tehnici literare biblice.
Criticii au lăudat poezia lirică a lui Brandstaetter pentru funcția sa de „hermeneutică a tradiției iudeo-creștine”, așa cum a numit-o Wojciech Gutowski, în timp ce lucrările autobiografice îl portretizează pe scriitor ca un artist bicultural, descendent al unei familii cu rădăcini în Haskalah (Iluminismul evreiesc). Bunicul său, scriitorul Mordekhai Brandstetter (1844–1928), apare adesea în lucrarea lui Roman Brandstaetter, oferind perspective asupra valorilor care stau la baza vieții evreiești.